# المعهد الهولندي للدراسات المتقدمة في العلوم الإنسانية والاجتماعية
المعهد الهولندي للدراسات المتقدمة في العلوم الإنسانية والاجتماعية (NIAS) في أمستردام بهولندا هو معهد أبحاث مستقل في مجال العلوم الإنسانية والاجتماعية والسلوكية تأسس عام 1970. يقدم المعهد مرفقًا بحثيًا متقدمًا للباحثين الدوليين من جميع العلوم الإنسانية والاجتماعية. وهي عضو في بعض معاهد الدراسات المتقدمة وشبكة المعاهد الأوروبية للدراسات المتقدمة.

## وصلات خارجية
- الصفحة الرئيسية لـ للموقع